# Menlo (Geórgia)
Menlo é uma cidade localizada no estado americano de Geórgia, no Condado de Chattooga.

## Demografia
Segundo o censo americano de 2000, a sua população era de 485 habitantes.
Em 2006, foi estimada uma população de 510, um aumento de 25 (5.2%).

## Geografia
De acordo com o United States Census Bureau tem uma área de 2,0 km², dos quais 2,0 km² cobertos por terra e 0,0 km² cobertos por água.

## Localidades na vizinhança
O diagrama seguinte representa as localidades num raio de 20 km ao redor de Menlo.